# Легкі крейсери типу «Ява»
Тип «Ява» — тип легких крейсерів Королівського флоту Нідерландів з головним кораблем, названим на честь острова Ява в Голландській Ост-Індії . Спочатку планувалося три кораблі: «Ява», «Суматра» і «Целебес». «Целебес» мав стати флагманом командувача військово-морських сил Нідерландської Ост-Індії, тому він був трохи більшим за два інших кораблі. Однак  контракт розірвали, коли 30 тон тонн матеріалу вже підготовлено (новий крейсер за іншим проєктом,«Де Рюйтер» пізніше був побудований для виконання цієї місії).

## Конструкція і опис
Військово-морська політика Нідерландів на початку 20 століття була зосереджена на колоніальних територіях, головним з яких була Нідерландська Ост-Індія. У той час Ця колонія була головним постачальником нафти та джерелом багатства для голландців. Проте з початком Першої світової війни та розвитком Японської імперії як військово-морської держави в Тихому океані голландці більше не могли зрівнятися з багатшими державами у будівництві великих потужних основних кораблів і натомість зосередили свою політику розбудови флоту на кораблях, які б завдавали відволікаючих ударів, затримуючи противника  до прибуття підкріплень.  Проект нових крейсерів був завершений у 1916 році, створений голландськими військово-морськими архітекторами за технічного нагляду німецького концерну Крупп і відображав розташування гармат того часу на кораблі розмірами з крейсер.   На момент завершення проектування крейсери мали б такі ж спроможності, як і аналогічні британські та німецькі проекти.

### Критика проєкту
Оскільки проектування було завершено в 1916 році, компонування озброєння відображало ідеї того часу. Розташування гармат на одиночних установках ґрунтувалося на переконанні часів броненосців, що пряме попадання в гармату виведе з ладу лише одну гармату, а не кілька, якщо гармати будуть розміщені здвоєно у баштах. Крім того, гармати були захищені лише спрямованим вперед щитом. Це було зроблено для економії ваги, оскільки розміщення додаткової броні навколо гармат збільшило б водотоннажність судна. Це були недоліки конструкції, оскільки артилеристи залишалися відкриті в бою, а компонування механізмів гармат перешкоджало їх використанню їх повних спроможностей.

## Історія служби

### «Ява»

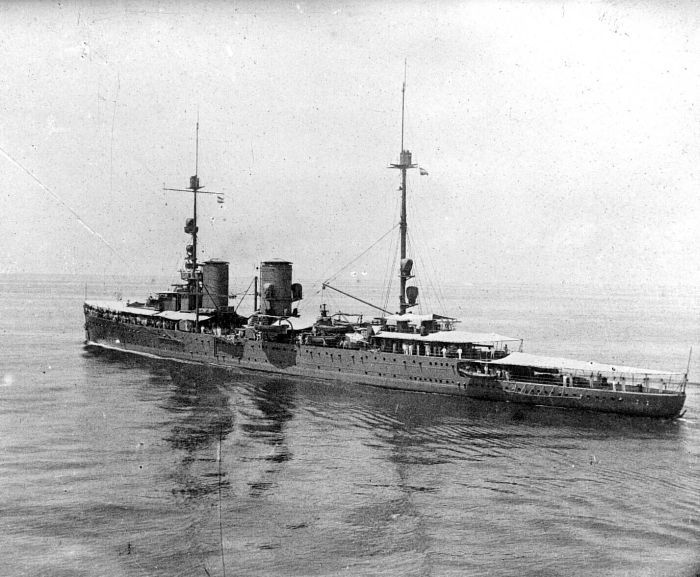
«Ява» в Нідерландській Ост-Індії

На момент введення в експлуатацію в 1925 році «Ява» вже була технологічно застарілою. «Ява» брав участь, переважно для супроводження конвоїв під час громадянської війни в Іспанії та на ранніх етапах Другої світової війни. На початку війни з Японією «Ява» перебував у водах Нідерландської Ост-Індії, де крейсер був частиною флоту командування ABDA під командуванням контр-адмірала Карела Дормана. Він брав участь у битві в протоці Бадунг у лютому 1942 року. Під час битви в Яванському морі 27 лютого 1942 року він був потоплений далекобійною торпедою тип 93 з японського крейсера «Наті» і затонув з великими жертвами серед екіпажу.  

### «Суматра»
«Суматра» також виконувала обов'язки з супроводження конвоїв під час Другої світової війни та транспортувала частину королівської сім'ї в безпечне місце в Канаді, але через проблеми з приводом крейсер був обмежено придатний для бойових місій. Зрештою «Суматра» був затоплений біля узбережжя Нормандії 9 червня 1944 року в Уістрехамі як частина «агрусового» пірсу для захисту штучної гавані Малберрі, побудованої союзниками в рамках операції «Оверлорд». Гармати «Суматри» були встановлен на канонерські човни типу «Флорес», власні гармати були зношені через інтенсивну експлуатацію.